# Carrie Snodgress
Carrie Snodgress (Barrington, Illinois, 1945. október 27. – Los Angeles, Kalifornia, 2004. április 1.) Golden Globe-díjas amerikai színésznő.

## Élete
Snodgress a Main Township Főiskolán tanult Park Ridge-ben, majd az Észak-Illinois Egyetemen végzett. Chicagóban színleckéket vett a Goodman Drámaiskolában, ahol díjat és szerződést nyert a Universal Picturesnél. A hatvanas években a kisképernyőn szerepelt sorozatokban, mint a Virginian, Medical Center vagy a Judd for the Defense. Első egész estés filmje John Updike Nyúlcipő című regénye alapján készült Fuss nyuszi, fuss volt James Caannal, ami nem aratott nagy sikert. Ezt követte leghíresebb alakítása, a Diary of a Mad Housewife 1970-ben, amiben egy frusztrált, házasságában boldogtalan asszonyt játszik, aki viszonyt kezdeményez egy másik férfival. A film megalapozta a korai feminista filmelméletet, állítólag Joan Allen többször is megnézte, hogy felkészüljön a Jégvihar című filmjére. Snodgress férjét Richard Benjamin alakította.
Snodgress Golden Globe-díjat nyert, és Oscar-díjra jelölték. Ekkortájt ismerkedett meg a zenész Neil Younggal, akivel összeköltözött, és egy fiuk született, Zeke. Zeke cerebrális parézissel (CP) született, aminek fő tünete a mozgásfogyatékosság. Snodgress nem színészkedett közel nyolc évig, és kisfiának szentelte magát. Mikor Young és Snodgress szakítottak, Snodgress visszatért a filmiparba, de hamar rá kellett ébrednie, hogy elfelejtették, és nem fogadják tárt karokkal. Sylvester Stallone kérte tőle, hogy vállalja el Adrian szerepét a Rockyban, azonban a színésznő kevesellte a pénzt, és egy másik meghallgatásra ment, amit viszont nem nyert meg. 1978-ban szerepelt az Őrjöngés című filmben Kirk Douglas filmbeli szeretőjeként. 1979-ben volt barátját, Jack Nietzschét pénzbüntetésre ítélték és három év próbaidőre fogták, miután Snodgress lakására rontott, és megverte a nőt egy pisztollyal.
Snodgress későbbi filmjei alacsony költségvetésűek voltak, ami a minőségükön is meglátszott. Említésre méltó szereplései Clint Eastwood Fakó lovasa, Tony Richardson utolsó filmje, a Kék ég, amivel Jessica Lange Oscar-díjat nyert, és a Vad vágyak neo noir. Snodgress vendégszerepelt az X-aktákban, a Vészhelyzetben és a Gyilkos sorokban. 1981-ben hozzáment Robert Jones festőhöz, akitől pár évvel később elvált.
2004-ben májproblémái támadtak, és kórházba került, mert átültetésre volt szüksége. Április 1-jén szívrendellenességben hunyt el.

## Filmográfia

### Film
| Év   | Magyar cím                           | Eredeti cím               | Szerep                                      | Magyar hang        |
| ---- | ------------------------------------ | ------------------------- | ------------------------------------------- | ------------------ |
| 1969 | Szelíd motorosok                     | Easy Rider                | lány a kommunában (stáblistán nem szerepel) |                    |
| 1970 |                                      | Diary of a Mad Housewife  | Tina Balser                                 |                    |
| 1970 | Fuss nyuszi, fuss                    | Rabbit, Run               | Janice Angstrom                             |                    |
| 1978 | Őrjöngés                             | The Fury                  | Hester                                      | Andai Györgyi      |
| 1980 |                                      | The Attic                 | Louise Elmore                               |                    |
| 1982 |                                      | Homework                  | Dr. Delingua                                |                    |
| 1982 |                                      | Trick or Treats           | Joan O'Keefe Adams                          |                    |
| 1983 |                                      | A Night in Heaven         | Mrs. Johnson                                |                    |
| 1985 | Fakó lovas                           | Pale Rider                | Sarah Wheeler                               | Menszátor Magdolna |
| 1985 |                                      | Rainy Day Friends         | Margot                                      |                    |
| 1986 | Murphy törvénye                      | Murphy's Law              | Joan Freeman                                | Szabó Éva          |
| 1986 | Murphy törvénye                      | Murphy's Law              | Joan Freeman                                | Menszátor Magdolna |
| 1988 |                                      | Blueberry Hill            | Becca Dane                                  |                    |
| 1989 |                                      | Chill Factor              | Amy Carlisle                                |                    |
| 1990 | A körön kívül – Testvérek és lázadók | Across the Tracks         | Rosemary Maloney                            |                    |
| 1993 | Little Jo balladája                  | The Ballad of Little Jo   | Ruth Badger                                 |                    |
| 1994 | 8 másodperc                          | 8 Seconds                 | Elsie Frost                                 |                    |
| 1994 | Kék ég                               | Blue Sky                  | Vera Johnson                                | Csere Ágnes        |
| 1995 | Fekete Amerika                       | White Man's Burden        | Josine                                      |                    |
| 1998 | Vad vágyak                           | Wild Things               | Ruby                                        | Illyés Mari        |
| 1999 |                                      | A Stranger in the Kingdom | Ruth Kinneson                               |                    |
| 2000 |                                      | In the Light of the Moon  | Augusta W. Gein                             | –                  |
| 2001 |                                      | Bartleby                  | könyvkiadó                                  |                    |
| 2001 | A sivatag vámpírjai                  | The Forsaken              | Ina Hamm                                    | Illyés Mari        |

### Televízió

#### Tévéfilm
| Év   | Magyar cím          | Eredeti cím                                               | Szerep            | Magyar hang   |
| ---- | ------------------- | --------------------------------------------------------- | ----------------- | ------------- |
| 1969 |                     | Silent Night, Lonely Night                                | Janet             |               |
| 1970 |                     | The Forty-Eight Hour Mile                                 | Janet / Diane     |               |
| 1971 | Türelmetlen szív    | The Impatient Heart                                       | Grace McCormack   | Hámori Ildikó |
| 1978 |                     | Love's Dark Ride                                          | Nancy Warren      |               |
| 1979 |                     | Fast Friends                                              | Diana Hayward     |               |
| 1979 |                     | The Solitary Man                                          | Sharon Keyes      |               |
| 1984 |                     | Nadia                                                     | Stefania Comaneci |               |
| 1985 |                     | A Reason to Live                                          | Isobel Bennett    |               |
| 1990 | A rózsa és a sakál  | The Rose and the Jackal                                   | Joan Pinkerton    |               |
| 1991 | Cápák és torpedók   | Mission of the Shark: The Saga of the U.S.S. Indianapolis | Louise McVay      | Czigány Judit |
| 1992 | Kísért a múlt       | Woman with a Past                                         | Mama              |               |
| 1994 |                     | Rise and Walk: The Dennis Byrd Story                      | Mrs. Byrd         |               |
| 1996 |                     | Death Benefit                                             | Virginia McGinnis |               |
| 1996 | Minden, amit akart  | All She Ever Wanted                                       | Alma Winchester   |               |
| 2004 | Vasakaratú angyalok | Iron Jawed Angels                                         | Mrs. Paul         |               |

#### Sorozat
| Év        | Magyar cím          | Eredeti cím                 | Szerep                        | Megjegyzések                                           |
| --------- | ------------------- | --------------------------- | ----------------------------- | ------------------------------------------------------ |
| 1969      |                     | Judd for the Defense        | Eileen Kenyon                 | 1 epizód                                               |
| 1969      |                     | The Virginian               | Josephine Del Finnia          | 1 epizód                                               |
| 1969      |                     | The Outsider                | Janet / Diane                 | 1 epizód                                               |
| 1969      |                     | The Bold Ones: The Lawyers  | Megan Baker                   | 1 epizód                                               |
| 1969      |                     | Marcus Welby, M. D.         | Laura                         | 1 epizód                                               |
| 1969      |                     | Medical Center              | Mim Hoagley                   | 1 epizód                                               |
| 1982      |                     | Quincy M. E.                | Mrs. Vickie McGuire           | 1 epizód                                               |
| 1983      |                     | ABC Afterschool Specials    | Mrs. Cranston                 | 1 epizód                                               |
| 1984      | Út a mennyországba  | Highway to Heaven           | Evelyn Nealy                  | 1 epizód                                               |
| 1986–1993 | Gyilkos sorok       | Murder, She Wrote           | Connie Vernon / Irene Macinoy | 2 epizód                                               |
| 1988      | Tell Vilmos         | Crossbow                    | Lady Montal                   | 1 epizód                                               |
| 1988      | Péntek 13           | Friday the 13th: The Series | Dr. Viola Rhodes              | 1 epizód                                               |
| 1989      | Az éjszaka árnyai   | In the Heat of the Night    | Mrs. Kroller                  | 1 epizód                                               |
| 1990      |                     | Shades of LA                | Armacost százados             | 1 epizód                                               |
| 1991      |                     | Equal Justice               | Marla Prentiss                | 1 epizód                                               |
| 1992      |                     | Civil Wars                  | Mary Esquavil                 | 1 epizód                                               |
| 1992      |                     | Reasonable Doubts           | Christine Anderson            | 1 epizód                                               |
| 1993      | X-akták             | The X-Files                 | Darlene Morris                | - 1 epizód (A csatorna) - magyar hangja: - Zsurzs Kati |
| 1994–1995 |                     | Phantom 2040                | Heloise néni (hangja)         | visszatérő szerep                                      |
| 1995      | Chicago Hope Kórház | Chicago Hope                | Mrs. Weber                    | 1 epizód                                               |
| 1995      |                     | Sisters                     | Betty Merrill                 | 1 epizód                                               |
| 1998      | Vészhelyzet         | ER                          | Mrs. Lang                     | 1 epizód                                               |
| 1998      | Angyali érintés     | Touched by an Angel         | Judy Bowers                   | 1 epizód                                               |
| 2002      | Amynek ítélve       | Judging Amy                 | Dr. Larabie                   | 1 epizód                                               |
| 2003      | Az elnök emberei    | The West Wing               | Mrs. Martha Rowe              | 1 epizód                                               |

## Fontosabb díjak és jelölések
| Év   | Cím                      | Díj                                                                      | Eredmény |
| ---- | ------------------------ | ------------------------------------------------------------------------ | -------- |
| 1971 | Diary of a Mad Housewife | Oscar-díj a legjobb női főszereplőnek                                    | Jelölve  |
| 1971 | Diary of a Mad Housewife | Golden Globe-díj a legjobb női főszereplőnek – filmmusical vagy vígjáték | Elnyerte |
| 1971 | Diary of a Mad Housewife | Golden Globe-díj az év női színész felfedezettjének                      | Elnyerte |
| 1971 | Diary of a Mad Housewife | Laurel-díj a legjobb női főszereplőnek                                   | Elnyerte |
| 1971 | Diary of a Mad Housewife | Laurel-díj az év női felfedezettjének                                    | Elnyerte |
| 1972 | Diary of a Mad Housewife | BAFTA-díj a legígéretesebb elsőfilmes főszereplőnek                      | Jelölve  |
| 1984 | ABC Afterschool Specials | Daytime Emmy-díj a legjobb előadónak gyermekműsorban                     | Jelölve  |